# Skægdovenfugl
Skægdovenfugl (latin: Malacoptila mystacalis) er en fugleart, der lever i Andesbjergene af Colombia og det nordlige Venezuela.